# 利维娅·齐卡努
利维娅·齐卡努（羅馬尼亞語：Livia Țicanu，1964年8月4日—），罗马尼亚女子赛艇运动员。她曾代表罗马尼亚参加世界赛艇锦标赛，获得一枚金牌和二枚铜牌，均来自女子八人单桨有舵手项目。